# Ischnomantis
Ischnomantis is een geslacht van bidsprinkhanen (Mantodea). De grootste soort kan een lengte van 17 centimeter bereiken waardoor ze tot de grootste insecten behoren.